# Chodzi lisek koło drogi

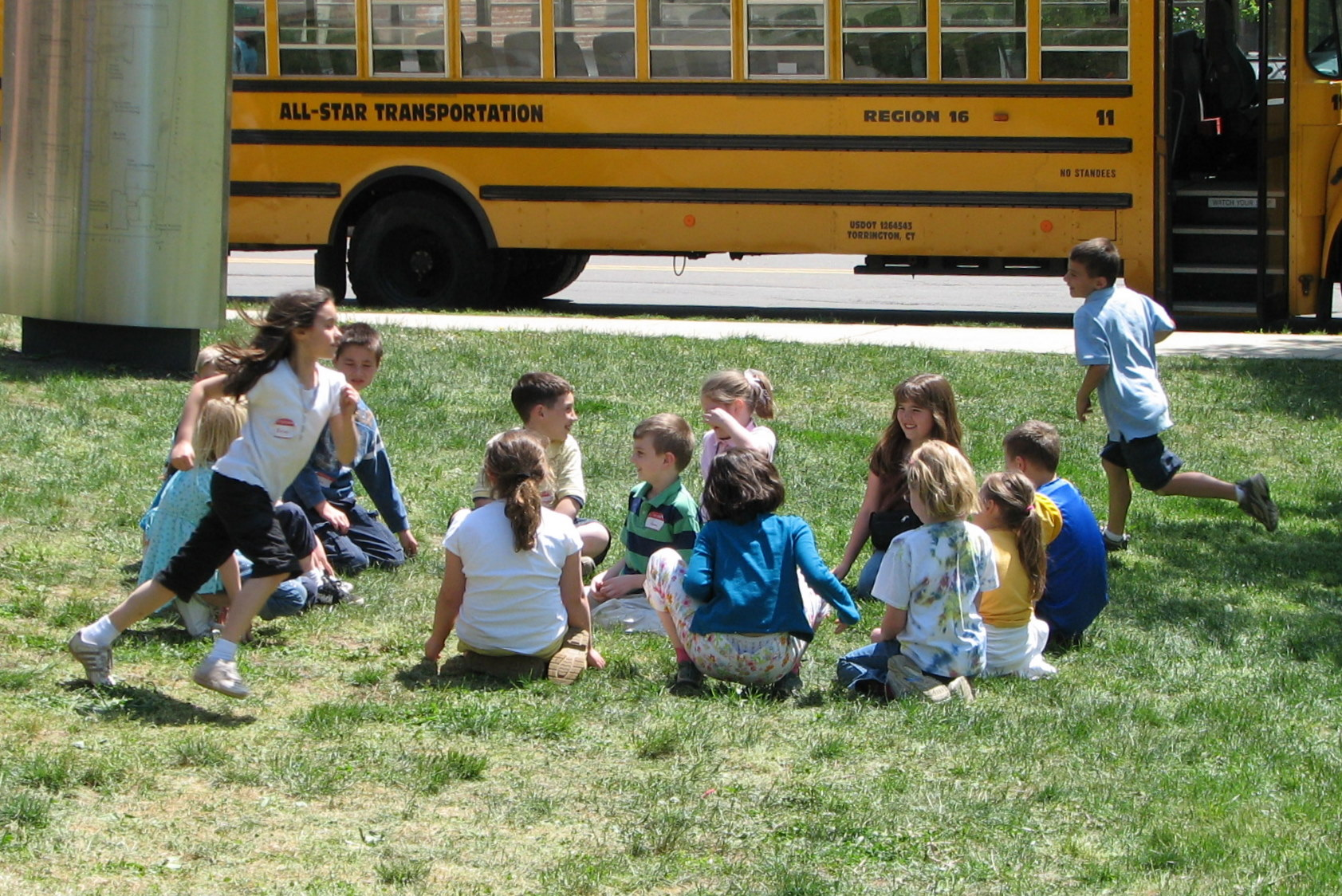
Dzieci grające w "Chodzi lisek koło drogi"

Schematyczne przedstawienie kręgu

Chodzi lisek koło drogi – gra dziecięca, w której może brać udział dowolna liczba uczestników. 
Na początku wszyscy siedzą w kręgu i wybierają jedną osobę, która z chusteczką w ręku krąży za plecami pozostałych uczestników. Krążąca osoba musi przed końcem piosenki rzucić komuś chusteczkę za plecy i szybko okrążając innych uczestników zająć miejsce tej osoby. W tym czasie osoba, której została rzucona chusteczka, musi szybko wstać i złapać biegnącą osobę. Jeśli jej się to nie uda, przejmuje chusteczkę i krąży zewnątrz koła.

## Odpowiedniki w innych językach
Anglojęzycznym odpowiednikiem tej zabawy jest Duck, Duck, Goose.